# Realia
Em  tradução, os  realia (do latim medieval,  as "[coisas] reais") são palavras que denotam objetos, conceitos e fenômenos exclusivos de uma determinada cultura. Por não possuírem correspondências precisas em outras culturas, representam, muitas vezes, um desafio para o tradutor.
Os tradutores búlgaros    Sergej P. Florin e Sider I. Vlahov  foram os maiores estudiosos dos realia e cunharam o termo no seu sentido moderno.
Realia não se confundem com terminologia. Segundo os pesquisadores búlgaros Sergej Vlahov e  Sider Florin,   termos  representam a base do  léxico científico, sendo utilizados principalmente na literatura especializada; já os realia nascem na cultura popular e são usados com frequência na literatura artística, como portadores do "colorido" de uma cultura em particular.
Segundo  Vlahov e Florin,  os realia são:
Palavras (e locuções compostas) da linguagem popular que representam denominações de objetos, conceitos ou fenômenos típicos de um ambiente geográfico ou de uma cultura, da vida material e da  peculiaridade histórico-social de um povo, nação,  país ou  tribo, sendo por isto são portadoras de um colorido nacional, local ou histórico. Essas palavras não têm correspondências precisas  em outras línguas.

## Tipos e  exemplos derealia
Vlahov  e Florin classificam os realia em várias categorias:

### Geografia
- geografia: fjord, mistral, estepe, tornado, tsunami, polder
- espécies endêmicas: kiwi, koala, sequoia, yeti

### Etnografia
- objetos da vida quotidiana: paprika, spaghetti, empanada, cidra, bistrot, sauna, kimono, sari, sombrero, jeans, igloo, bungalow
- ocupações: carabinieri, concierge, machete, bolas
- arte e cultura: kozatchok, tarantella, banjo, gongo, commedia dell'arte, arlequim, bardo, geisha, ramadan, Cinco de Mayo, Páscoa, Natal, lobisomem, vampiro, mórmon, quaker, dervish, pagode, sinagoga …
- caracterizações étnicas: cockney,  gringo, yankee
- medidas e dinheiro: milha, quilômetro, hectare, galão,  rublo, lira, peseta, talento,[3]

### Política e sociedade
- divisões administrativas : região, província, departmento, estado, county, cantão, principado, favela, arrondissement, soco, promenade
- órgãos  e funções públicas: ágora, fórum, knesset, duma, senado, chanceler, tzar, xá, faraó, vizir, ayatollah, satrapia
- vida social e política: peronista, tupamaros, Ku Klux Klan, partigiani, eslavófilo, lobbying, lord, bolshevik, agrégé, dalit, samurai, union jack, flor de lis
- realia militares: coorte, falange, Arcabuz, AK-47, Katyusha, cuirassier [4]